# Ассаджи
Ассаджи (пали  अस्सजि, санскр. अश्वजित) — один из первых пяти арахатов Будды Гаутамы. Он известен тем, что совершил обращение Шарипутры и Маудгальяяны, двух главных учеников Будды. Он жил в районе Уттар-Прадеш и Бихар на севере Индии, в VI веке до нашей эры.

## Семья
Ассаджи родился в брахманской семье. Его отец был одним из восьми учёных-брахманов, которых Суддходана, царь Шакьев, пригласил в Капилавасту, чтобы предсказать судьбу своего сына Сиддхартхи. Отец Ассаджи и шесть других браминов предрекли, что Сиддхартха станет либо великим духовным лидером, либо великим военным монархом. Каундинья, самый младший, был единственным, кто уверенно заявил, что Сиддхартха станет Буддой . В результате, когда Сиддхартха отрёкся от мира, Каундинья, Ассаджи, Бхаддия, Ваппа и Маханам, сыновья брахманов-учёных, присоединились к Сиддхартхе и стали вести аскетическую жизнь. Все пятеро занимались практиками умерщвления плоти в Урувеле. Когда Сиддхартха прекратил жёсткую аскезу и последовал Срединному пути, они разочаровались в нём и покинули его, полагая, что он поддался своим слабостям.

## Архатство
После Просветления Будда посетил своих бывших товарищей в Сарнатхе. Он дал им наставление, отражённое в Дхаммачаккаппаваттана сутте СН 56.11, в которой говорится о Четырёх благородные истинах и Благородном восьмеричном пути, основных столпах буддийского учения о страдании, присущем бытию, и о том, как его прекратить. После этого бывшие аскеты стали первыми пятью бхикшу сангхи. Ассаджи был последним, кто понял Учение и Будда должен был дать дальнейшие объяснения ему и Маханаме, в то время как три других монаха пошли за подаянием. Он был последним, кто достиг стадии сотапанны. Он стал архатом вместе с другими во время проповеди Анатталакхана-сутты СН 22.59.

## Обращение Шарипутры и Маудгальяяны
Собирая милостыню в Раджагахе, Ассаджи встретился с Шарипутрой, который находился в духовных поисках. Впечатлённый умиротворённостью Ассаджи, Шарипутра последовал за ним, пока тот не закончил сбор милостыни. Когда Ассаджи присел отдохнуть, Шарипутра спросил, кто его учитель и какому учению он следует. Сначала Ассаджи не хотел проповедовать, объясняя это тем, что у него нет опыта, но потом уступил уговорам Шарипутры. Ассаджи произнес короткий стих: 
Рассмотрев все обусловленные явления,
Татхагата назвал их причину,
А также указал на то, чем они завершаются,
Таково учение Великого отшельника.
Услышав эти слова, подразумевающие Четыре благородные истины, Шарипутра, которого тогда ещё звали Упатиссой, обрёл чистое видение Дхаммы и стал сотапанной. Он пошёл в к своему другу Маудгальяяне и рассказал, что добился успеха в своих поисках просветления. Затем оба присоединились к сангхе и стали двумя главными учениками Будды.
Слова, произнесённые Ассаджи по просьбе Упатиссы, известные на пали как Ye dhammā hetuppabhavā, традиционно считаются квинтэссенцией учения Будды.
Шарипутра глубоко почитал Ассаджи. Своё почтение он выражал тем, что складывал руки в жесте анджали и поворачивал голову, ложась спать, в том направлении где жил его первый наставник.
Однажды, когда Ассаджи проходил через Весали, собирая подаяние, Ниганта Саччака, который искал аскетов для дискуссии, спросил его о Дхарме Будды, потому что Ассаджи был выдающимся учеником (пали ñātaññatara-sāvaka). Ассаджи представил краткое изложение Учения, содержащегося в Анатталакхана cутте. Уверенный в своей способности опровергнуть эти взгляды, Саччака пошёл к Будде с многочисленными представителями клана Личави и задал ему вопросы. Это был повод для проповеди, отражённой в Чуласаччака сутте МН 35.
В Ассаджи сутте СН 22.88 описан визит Будды к тяжелобольному Ассаджи, который находился в Кассапараме близ Раджагахи. Ассаджи говорит Будде, что он испытывает угрызения совести из-за того, что болезнь мешает ему обрести сосредоточение и он боится пасть. Будда ободряет его и просит укрепиться в мыслях о непостоянстве и отсутствии Я.